# Daniel Spenst
Daniel „XlorD“ Spenst (* 27. September 1991 in Idar-Oberstein) ist ein deutscher E-Sportler. International bekannt wurde er durch das Computerspiel Warcraft III. Von 2011 bis Sommer 2013 spielte er Starcraft II.

## Werdegang
Im Alter von dreizehn Jahren begann Spenst seine E-Sport-Karriere. 2005 wurde sein Talent von Dennis "TaKe" Gehlen entdeckt und gefördert. Nach einem Wechsel in das Team SK Gaming im Jahre 2006 konnte er erste Erfolge aufweisen. Zu seinen größten Team-Erfolgen zählte der Gewinn der Asus European Nations War 2008. Zusätzlich dominierte er die deutsche Warcraft III Szene, als es ihm gelang, dreimal in Folge die ESL Pro Series zu gewinnen. Im September 2010 beendete Spenst seine Warcraft III Karriere, um sich fortan dem Spiel Starcraft II zu widmen. Mit seinem Schulabschluss hat er im Juni 2012 angefangen, Starcraft II Vollzeit zu spielen. Am 20. Juni 2013 gab er bekannt seine Laufbahn im E-Sport vorerst zu beenden um sich wieder mehr auf seine Bildung zu konzentrieren.
Inzwischen arbeitet Daniel Spenst bei PricewaterhouseCoopers in der Wirtschaftsprüfung im Bereich Industrial Services.

## Erfolge in Warcraft III
| Jahr | Turnier                        | Platz    |
| ---- | ------------------------------ | -------- |
| 2006 | ASUS European Nations War 2006 | 3. Platz |
| 2007 | ASUS European Nations War 2007 | 3. Platz |
| 2008 | ASUS European Nations War 2008 | 1. Platz |
| 2008 | ESL Pro Series Season 12       | 1. Platz |
| 2008 | ESL Pro Series Season 13       | 1. Platz |
| 2008 | ESL Pro Series Season 14       | 1. Platz |
| 2009 | ESL Pro Series Season 16       | 2. Platz |

## Erfolge in Starcraft II
| Jahr | Turnier                       | Platz    | Preisgeld |
| ---- | ----------------------------- | -------- | --------- |
| 2011 | ESL Pro Series Summer 1on1    | 3. Platz |           |
| 2012 | ESL Pro Series Germany Winter | 2. Platz | €1,200    |
| 2012 | HomeStory Cup VI              | 3. Platz | $3.000    |